# Jake Manley
Jake Manley (Oakville, 23 agosto 1991) è un attore canadese. È noto principalmente per il ruolo di Jack Morton nella serie Netflix The Order.

## Biografia

### Primi anni
Manley è nato il 23 agosto 1991 a Oakville, nell'Ontario. Durante i suoi anni formativi ha frequentato e si è diplomato presso la Holy Trinity Catholic Secondary School.

### Carriera
Nel 2012 ha fatto il suo debutto come attore nella serie televisiva Beauty and the Beast. Dopo il suo primo ruolo, ha preso parte ad altre serie TV tra cui Cracked, Heroes Reborn, iZombie e American Gods.
Nel 2017 Manley ha recitato al fianco di Gage Munroe e Dylan Everett nel film Brotherhood.
Il 17 aprile 2018, Deadline ha annunciato che Manley sarebbe stato il protagonista, Jack Morton, nella serie TV Netflix, The Order.
Nel 2019, Manley ha recitato nel ruolo di Willie West nel film di guerra di Roland Emmerich, Midway.
Nel maggio 2019, Manley è stato scelto per la commedia romantica Netflix, Holidate, al fianco di Emma Roberts e Frances Fisher. Nello stesso mese, è stato annunciato che Manley reciterà al fianco di Bella Thorne nel film thriller Infamous - Belli e dannati, uscito il 12 giugno 2020.

### Vita privata
Manley ha iniziato a frequentare l'attrice Jocelyn Hudon nel 2015. La coppia si è sposata il 26 agosto 2020. Attualmente risiedono a Los Angeles, in California.

## Filmografia

### Cinema
- Radio Killer 3 - La corsa continua (Joy Ride 3: Road Kill), regia di Declan O'Brien (2014) Uscito in home video
- #Scrivimiancora (Love, Rosie), regia di Christian Ditter (2014)
- Seven in Heaven, regia di Chris Eigeman (2018)
- TMI Crossing the Threshold, regia di Glenn Ripps (2018)
- Qua la zampa 2 - Un amico è per sempre (A Dog's Journey), regia di     Gail Mancuso (2019)
- Midway, regia di Roland Emmerich (2019)
- Brotherhood, regia di Richard Bell (2019)
- Hotwired in Suburbia, regia di Jason Bourque (2020)
- Infamous - Belli e dannati (Infamous), regia di Joshua Caldwell (2020)
- Holidate, regia di John Whitesell (2020)
- Pursuit, regia di Brian Skiba (2022)
- Follow-Home, regia di Tony Roman - cortometraggio (2022)

### Televisione
- 3 Audrey, regia di Miguel Barbosa – miniserie TV, 2 episodi (2012)
- Beauty and the Beast - serie TV, 1 episodio (2012)
- Cracked - serie TV, 1 episodio (2013)
- Hemlock Grove – serie TV, 1 episodio (2013)
- Capelli ribelli (Bad Hair Day), regia di Erik Canuel – film TV (2015)
- Defiance – serie TV, 1 episodio (2015)
- Heroes Reborn, regia di vari registi – miniserie TV, 4 episodi (2015)
- Polo Nord: Il potere magico del Natale (Northpole: Open for Christmas), regia di Douglas Barr – film TV (2015)
- Un'amante scomoda (Pregnant at 17), regia di Curtis Crawford – film TV (2016)
- Rolston Rye's Guide to LA – serie TV, 3 episodi (2016)
- American Gothic - serie TV, 1 episodio (2016)
- American Gods - serie TV, 1 episodio (2017)
- Casual - serie TV, 1 episodio (2017)
- Hush Little Baby, regia di Brian Herzlinger – film TV (2017)
- iZombie – serie TV, 5 episodi (2018)
- Trollville – serie TV, 2 episodi (2018)
- Project Blue Book - serie TV, 1 episodio (2019)
- The Order – serie TV, 20 episodi (2019-2020)
- One of a Kind Love, regia di Philippe Lupien – film TV (2021)
- The Consultant – serie TV, episodio 1x07-1x08 (2023)

## Doppiatori italiani
Nelle versioni in  italiano dei suoi lavori, Jake Manley è stato doppiato da:
- Manuel Meli in The Order, Capelli ribelli, The Consultant
- Mirko Cannella in Heroes Reborn, Midway
- Alessandro Campaiola in Qua la zampa - Un amico è per sempre
- Daniele Raffaeli in American Gothic
- Mattia Billi in Holidate
- Davide Perino in  Infamous-Belli e dannati
- Simone Veltroni in Un'amante scomoda